# کنستانس کلوسترهافن
کنستانس کلوسترهافن (انگلیسی: Konstanze Klosterhalfen؛ زادهٔ ۱۸ فوریهٔ ۱۹۹۷) ورزشکار دو و میدانی اهل آلمان است.
وی در مسابقات کشوری و بین‌المللی در مجموع برندهٔ ۱ مدال طلا، ۲ مدال نقره، ۲ مدال برنز شده‌است.